# Дом отдыха «Луга»
Дом отдыха «Луга» — посёлок в Заклинском сельском поселении Лужского района Ленинградской области.

## История
В XIX веке на месте современного посёлка находилась мыза Никольское (Спицыно).
Согласно материалам по статистике народного хозяйства Лужского уезда 1891 года, мыза Никольское, площадью 60 десятин, принадлежала дворянке Лидии Модестовне Спицыной, имение-дача было приобретено в 1882 году.
По данным 1966, 1973 и 1990 годов посёлок Дом отдыха «Луга» входил в состав Лужского сельсовета.
В 1997 году в посёлке Дом отдыха «Луга» Заклинской волости проживали 126 человек, в 2002 году — 105 человек (русские — 94 %).
В 2007 году в посёлке Дом отдыха «Луга» Заклинского СП проживали 107 человек.

## География
Посёлок расположен в юго-восточной части района на автодороге 41А-004 (Павлово — Мга — Луга).
Расстояние до административного центра поселения — 5,5 км.
Расстояние до ближайшей железнодорожной станции Луга — 4 км. 
Посёлок находится между Туровским и Нелайским озёрами.

## Демография
| 1997 | 2007 | 2010 | 2017 |
| ---- | ---- | ---- | ---- |
| 126  | ↘107 | ↘88  | ↘83  |